# Сиверски
Сиверски (на руски: Сиверский) е селище от градски тип в Русия, разположено в Гатчински район, Ленинградска област. Населението му към 1 януари 2018 година е 12 501 души.